# Raven Leilani Baptiste
Raven Leilani Baptiste   (Nova York, 26 d'agost de 1990) és una escriptora estatunidenca que publica amb el nom de Raven Leilani. La seva novel·la debut Luster (Brillantor) es va publicar el 2020 amb gran èxit de crítica.

## Inicis i educació
Leilani va créixer en una família d'artistes al Bronx abans que es traslladessin a un suburbi d'Albany, Nova York. Va ser educada com a Adventista del Setè dia, però més tard va abandonar l'església. Després d'haver fet batxillerat artístic, Leilani esperava convertir-se en artista visual. Es va graduar al Marist College situat a Poughkeepsie, a l'estat de Niva York el 2012, on hi va estudiar anglès i psicologia.
La seva primera feina va ser com a especialista en imatges a Ancestry.com, després d'haver treballat prèviament als arxius del Marist College com a estudiant de grau. Més tard, va treballar en una revista científica per al Departament de Defensa dels EUA, i com a repartidora de Postmates a Washington DC. També va treballar com a arxivista a l'editorial Macmillan. El 2017, va començar a cursar el seu Màster en Belles Arts a la Universitat de Nova York, on va estudiar amb Zadie Smith i amb els escriptors Katie Kitamura i Jonathan Safran Foer. A l'actualitat viu a Brooklyn.

## Carrera professional
La novel·la debut de Leilani, Luster, va obtenir una atenció important al moment de la seva publicació. L'editor del llibre, Farrar, Straus i Giroux, va nomenar el llibre la seva novel·la d'agost de 2020 com a part de la seva campanya "Atreveix-te a imaginar". També forma part del club de lectura de Marie Claire i ha estat molt ben valorada per mitjans com ara Elle, HuffPost, BuzzFeed News i New York Times. Ha estat elogiat per Carmen Maria Machado, Brit Bennett, Angela Flournoy i Zadie Smith. Kirkus Reviews va atorgar a Luster el premi Kirkus de ficció 2020. Luster també va rebre el 2020 Center for Fiction First Novel Prize, el John Leonard Prize 2020 als National Book Critics Circle Awards, el 2021 Dylan Thomas Prize i el 2021 Premi al novel·lista novell VCU Cabell.
L'escriptura de Leilani està influenciada per la seva formació com a artista visual, les seves experiències vitals, la poesia i l'amor pels còmics i la música. Ha escrit per a publicacions com Esquire, <i id="mwbQ">The Cut</i>, i Vogue.

## Obra

### Novel·les
- Leilani, Raven. Luster.  Farrar, Straus and Giroux, 2020. ISBN 9780374194321. OCLC 1119744688.

### Contes
- "Hard Water" (2016), Cosmonauts Avenue[16]
- "Breathing Exercise" (2019), Yale Review[17]
- "Mode d'avió" (2019). SmokeLong Quarterly[18]